# Meizu M6T
Meizu M6T (Mblu 6T в Китаї) — смартфон, розроблений Meizu, що входить до серії «M». Був представлений 29 травня 2018 року.

## Дизайн
Передня панель виконана зі скла, а корпус — з пластику.
Знизу розміщені роз'єм microUSB і сітки динаміка та мікрофона, зверху — 3,5 мм аудіороз'єм, зліва — гібридний лоток з одним слотом під SIM-картку та іншим під SIM-картку і карту пам'яті формату microSD до 128 ГБ, а справа — гойдалка регулювання гучності та кнопка блокування. Сканер відбитків пальців розташований на задній панелі.
Meizu M6T продавався в 4 кольорах: чорному, Champanage Gold (золотий), блакитному та червоному.

## Технічні характеристики

### Апаратне забезпечення
Meizu M6T отримав систему на кристалі MediaTek MT6750. Смартфон був доступний в конфігураціях 3/32, 4/32 та 4/64 ГБ.
Батарея отримала об'єм 3300 мА·год.
Пристрій має 5,7-дюймовий дисплей типу IPS LCD з роздільною здатністю 1440 × 720 (HD+) зі співвідношенням сторін 18:9 та щільністю пікселів 282 ppi.
Смартфон отримав основну подвійну камеру із ширококутним об'єктивом на 13 Мп з діафрагмою f/2.2 і фазовим автофокусом та сенсором глибини на 2 Мп з діафрагмою f/2.8. Також смартфон має фронтальну камеру на 8 Мп з діафрагмою f/2.0. Основна та передня камери вміють записувати відео в роздільній здатності 1080p@30fps.

### Програмне забезпечення
Смартфон працює на Flyme 6.3 на базі Android 7.0 Nougat.